# Барановский, Анатолий Андреевич
Анато́лий Андре́евич Барано́вский (6 мая 1937, Одесса — 31 июля 2009, Ильичёвск, Одесская область) — бригадир комплексной бригады докеров-механизаторов Ильичёвского морского порта, Одесская область. Герой Социалистического Труда (1976). Депутат Верховного Совета УССР 9—10-го созывов. Член Президиума Верховного Совета УССР 10-го созыва. Лауреат Государственной премии УССР в области науки и техники (1975).

## Биография
Родился 6 мая 1937 года в Одессе в рабочей семье. В 1938 году переехал в посёлок Черноморка около Одессы.
С 1954 года — заведующий Осиповской сельской библиотекой, заведующий сельским клубом села Осиповка Овидиопольского района Одесской области.
С 1956 по 1960 год — служба в Советской армии на Северном флоте в Североморске.
В 1960—1961 годах — учащийся школы шофёров, шофёр совхоза «Красный маяк» Беляевского района Одесской области.
С 1961 года — водитель, портовый рабочий Ильичёвского морского торгового порта. Окончил вечернюю среднюю школу.
С 1967 года — бригадир докеров-механизаторов (комплексной бригады портовых рабочих) Ильичёвского морского торгового порта Одесской области.
В 1973 году вступил в КПСС. Был делегатом XXV съезда КПСС и XXVI съезда КПУ.
В 1974 году бригада Анатолия Барановского выполнила девятую пятилетку за 3,5 года. В 1976 году был удостоен звания Героя Социалистического Труда «за большие заслуги в выполнении заданий девятого пятилетнего плана и совершенствовании технологий погрузочно-разгрузочных работ в морских портах».
В 1979 году окончил Одесское мореходное училище и в 1990 году — заочное отделение юридического факультета Одесского государственного университета имени Мечникова.
С 1994 года — юрист договорного отдела Ильичёвского морского порта Одесской области.
С 2001 по 2009 год — бригадир-наставник учебно-курсового комбината, председатель профсоюза докеров Ильичёвского морского порта Одесской области.
Умер 31 июля 2009 года в городе Ильичёвск.

## Награды
- Герой Социалистического Труда — указ Президиума Верховного Совета от 19 февраля 1976 года;
- Орден Ленина;
- Почётный работник морского флота СССР (1971);
- Орден Дружбы народов (1973);
- Государственная премия УССР в области науки и техники (1975);
- Орден Октябрьской Революции (1982);
- Почётный гражданин города Черноморск (1986).